# Xanthia inconspicua
Xanthia inconspicua là một loài bướm đêm trong họ Noctuidae.